# Wilde kat
De wilde kat of boskat (Felis silvestris) is een roofdier uit de familie van de katachtigen (Felidae). De wetenschappelijke naam van de soort werd in 1777 gepubliceerd door Von Schreber.

## Kleur en leefgebied
De wilde kat heeft een lichtgele tot donkergrijze vacht met een licht zichtbare strepenpatroon en een geringde staart. Ze komen voor in loofbossen, bosranden, halfwoestijnen en op steppen en savannen.
In de periode 1999-2014 zijn er in Nederland ten minste vijf waarnemingen gedaan van wilde katten. Het zou voor het eerst sinds eeuwen zijn geweest dat het dier daar in het wild is waargenomen. In juni 2015 werd op de Strabrechtse Heide bij Heeze door Staatsbosbeheer een wilde kat gefilmd en in februari 2016 door Stichting Ark in een bos tussen de Limburgse riviertjes Geul en Gulp.
In 2017 werd op de N281 bij het Platte Bosch, gelegen in de buurt van Nijswiller in Zuid-Limburg, een exemplaar doodgereden. De kat was in buitengewoon goede conditie. Aanleiding voor de Zoogdiervereniging om vast te stellen dat "de conditie van de kat van Nijswiller laat zien dat Zuid-Limburg een prima leefgebied vormt voor wilde katten." In maart 2023 werd op de N281 voor de derde keer in vijf jaar tijd een wilde kat doodgereden.
In de Belgische Voerstreek werden in 2024 wilde katten gefilmd.

## Ondersoorten
Er worden twee of drie ondersoorten van de wilde kat wetenschappelijk erkend:
- Europese wilde kat (Felis silvestris silvestris), komt voor in Centraal-Europa, Schotland, de Pyreneeën, de Karpaten en de Balkan.
- Kaukasische wilde kat (Felis silvestris caucasica), komt voor in de Kaukasus en Turkije.
- Schotse wilde kat (Felis silvestris grampia), komt voor in Schotland. Wordt niet door alle auteurs erkend.

De Chinese bergkat (Felis bieti) en de Afrikaanse wilde kat (Felis lybica) werden voorheen als ondersoorten van de wilde kat beschouwd, maar worden tegenwoordig als aparte soort beschouwd. De gedomesticeerde kat stamt af van de Afrikaanse wilde kat. Domesticatie vond vanaf zo'n 9000 jaar geleden zowel in het oude Nabije Oosten als in het oude Egypte plaats.

## Jagen
De wilde kat is een solitaire soort die in de schemering of 's nachts op jacht gaat. Hij jaagt voornamelijk op knaagdieren, haasachtigen en vogels. Soms grijpt hij ook andere kleine en middelgrote zoogdieren, kikkers, reptielen, vissen en insecten. Ook plantaardig voedsel staat op zijn dieet. De wilde kat eet zelden aas.

## Kittens
In de paartijd, die in het voorjaar valt, vergroot de kater zijn gebruikelijke territorium en markeert dit frequenter dan normaal met urine. De poezen zijn ongeveer zes dagen lang krols en zijn dan bereid tot paring. Na een draagtijd van 60 tot 70 dagen worden tussen de een en vijf jongen geboren op een beschutte plek, bijvoorbeeld een boomholte of een spleet tussen de rotsen.

## Bedreiging
Hybridisatie met verwilderde katten vormt in veel gebieden de grootste bedreiging voor het voortbestaan van de ondersoorten. Deze bastaardering lijkt in Europa voornamelijk voor te komen in gebieden waar de populaties versnipperd zijn geraakt. In herstelde populaties komen bastaarden minder voor. In bepaalde gebieden in bijvoorbeeld Israël zijn echter zoveel kruisingen voorgekomen, dat er geen raszuivere dieren meer voorkomen. Door deze hybriden is het voor jagers die de opdracht hebben verwilderde huiskatten te doden moeilijk om het verschil tussen een wilde en een verwilderde kat te zien.